# Загребино (Ігринський район)
Загре́бино (рос. Загребино) — присілок в Ігринському районі Удмуртії, Росія.

## Населення
Населення — 22 особи (2010; 25 в 2002).
Національний склад станом на 2002 рік:
- удмурти — 68 %
- росіяни — 28 %

## Урбаноніми[3]
- вулиці — Трактова